# Сосая, Альберто
Альбе́рто Ма́ксимо Соса́я (исп. Alberto Máximo Zozaya; 13 апреля 1908, Урдинаррайн — 17 февраля 1981, Ла-Плата) — аргентинский футболист, нападающий. Автор первого гола в профессиональной эпохе аргентинского футбола (1 июля 1931 года на 5-й минуте игры в ворота «Тальереса»).

## Карьера
Альберто Сосая начал свою карьеру в 1926 году в составе клуба «Сентраль Энтрерариано», там он быстро стал основным центрфорвардом и бомбардиром команды.
Благодаря успехам в «Энтрерариано», Сосаю заметили в клубе «Эстудиантес», куда он перешёл в 1929 году, составив одну из самых знаменитых линий нападения в истории аргентинского футбола, состоящей из Энрике Гуайты, Мануэля Феррейры, Мигеля Лаури, Алехандро Скопелли и самого Сосаи. Чемпионат 1929 года «Эстудиантес» завершил лишь на 10-й позиции, но по числу голов занял второе место, лишь на один отстав от лидера «Химнасии и Эсгримы». В чемпионате 1930 года «Эстудиантес» занял второе место, но нападение клуба было просто феноменальным, забив 113 мячей в 33 матчах. В 1931 году, первом году после признания профессии футболиста законной, «Эстудинтес» вновь второй, а Сосая с 33 мячами становится лучшим бомбардиром Примеры, до сих пор этот результат самый высокий в профессиональной эпохе. В 1932 году нападение команды распалось, Гуайта и Скопелли уехали в Италию, в 1936 году за ними последовал Феррейра. Сосая же в 1935 году получил перелом левой малоберцовой кости, пострадав от действий Сабино Колетты в матче с «Ланусом». На начало 1937 года от нападения образца 1931 остался лишь Сосая. К тому моменту «Эстудиантес» уже стал твердым середняком аргентинского футбола. В начале 1938 года, Сосая получил тяжелую травму коленных связок. Он попытался вернуться в футбол сначала в «Расинге», затем в уругвайской «Белья Висте», но безрезультатно, в 1941 году Сосая повесил бутсы на гвоздь.
В начале 50-х Сосая решил вернуться в футбол в качестве тренера. Он встал на тренерский мостик «Бенфики», но провёл с командой лишь один сезон. Также Сосая тренировал «Платенсе», «Ланус», «Химнасию», «Дефенсорес де Камбасерес» и родной «Эстудиантес».
Альберто Сосая умер 17 февраля 1981 года в возрасте 72 лет в Ла-Плате. Его именем названа Школа национального футбола в городе Гуалегуайчу, где Сосая вырос.

## Статистика
| Сезон | Клуб        | Выступления          | Выступления | Выступления |
| Сезон | Клуб        | Лига                 | Игры        | Голы        |
| ----- | ----------- | -------------------- | ----------- | ----------- |
| 1929  | Эстудиантес | Аргентина (Любители) | -           | -           |
| 1930  | Эстудиантес | Аргентина (Любители) | -           | -           |
| 1931  | Эстудиантес | Примера              | 33          | 33          |
| 1932  | Эстудиантес | Примера              | 23          | 21          |
| 1933  | Эстудиантес | Примера              | 27          | 19          |
| 1934  | Эстудиантес | Примера              | 19          | 10          |
| 1935  | Эстудиантес | Примера              | 18          | 20          |
| 1936  | Эстудиантес | Примера              | 4           | 3           |
| 1937  | Эстудиантес | Примера              | 22          | 17          |
| 1938  | Эстудиантес | Примера              | 5           | 2           |
| 1939  | Эстудиантес | Примера              | 13          | 4           |
| 1940  | Расинг      | Аргентина            | 2           | 0           |
| 1941  | Белья Виста | Уругвай              | -           | -           |

## Достижения
- Лучший бомбардир чемпионата Аргентины: 1931 (33 гола)
- Чемпион Южной Америки: 1937